# Claude-Marie Dubuis

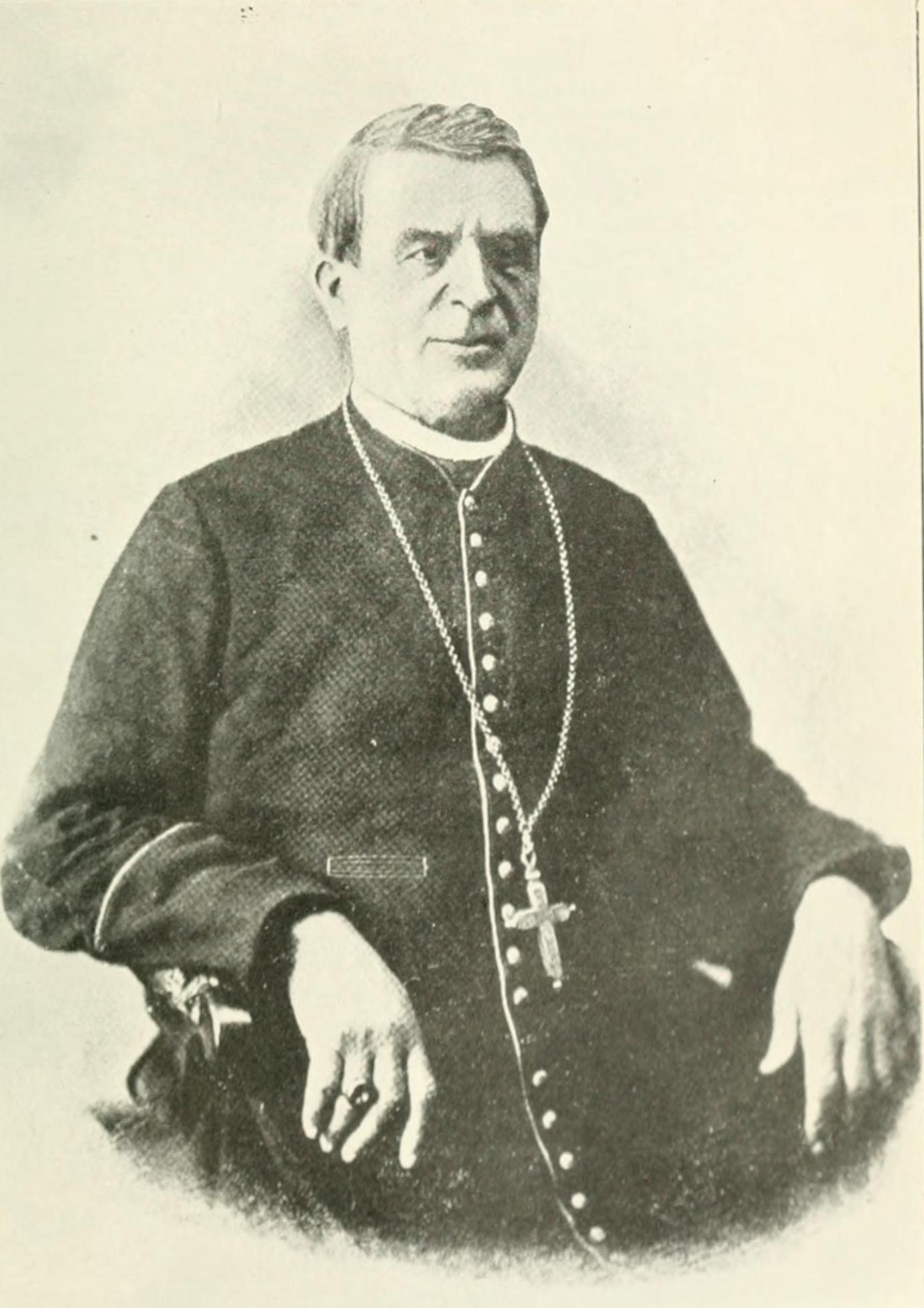
Claude-Marie Dubuis

Claude-Marie Dubuis (* 10. März 1817 in Coutouvre, Frankreich; † 22. Mai 1895 in Vernaison, Frankreich) war ein französischer Geistlicher in den Vereinigten Staaten und Bischof von Galveston.

## Leben
Dubuis empfing das Sakrament der Priesterweihe am 1. Juni 1844 für das Erzbistum Lyon durch den dortigen Erzbischof, Louis-Jacques-Maurice de Bonald.
1846 traf er in Lyon den im Apostolischen Vikariat Texas tätigen Franzosen Jean-Marie Odin, auf dessen Anregung hin er in die USA emigrierte. Dort wirkte er als Priester in verschiedenen Gemeinden und als Missionar.
Nach dem Wechsel von Jean-Marie Odin in das Erzbistum New Orleans wurde Dubuis am 21. Oktober 1862 zum zweiten Bischof von Galveston ernannt. Die Bischofsweihe spendete ihm am 23. November desselben Jahres in Lyon, Jean-Marie Odin; Mitkonsekratoren waren Armand-François-Marie de Charbonnel, emeritierter Bischof von Toronto, und Jean-Paul-François-Marie-Félix Lyonnet, Bischof von Valence.
Nach seiner Emeritierung am 4. Dezember 1892 wurde Dubuis am 21. Januar des darauffolgenden Jahres das Titularbistum Arca in Phoenicia zugewiesen. Er zog sich in seine französische Heimat zurück, wo er an der Seite des Erzbischofs von Lyon, Pierre-Hector Kardinal Coullié, bis zu seinem Tod aktiv blieb.